# Commandos: Quando il dovere chiama
Commandos: Quando il dovere chiama (Commandos: Beyond the Call of Duty) è una espansione stand-alone di Commandos: Dietro le linee nemiche, sviluppata da Pyro Studios e pubblicata da Eidos Interactive.

## Modalità di gioco
Rispetto al suo predecessore, è composto da sole 8 missioni e aggiunge alcune nuove caratteristiche, tra cui la possibilità di stordire ed ammanettare i nemici, tenerli come ostaggi sotto tiro per costringerli a distrarre altri soldati oppure lanciargli sassi o sigarette per distrarli. Nell'ultima missione, è inoltre presente un nuovo personaggio, Natasha Van der Zand, membro della Resistenza olandese, con capacità simili a quelle della Spia. Tale avvenente personaggio diverrà un membro ufficiale del gruppo nel titolo seguente (Commandos 2: Men of Courage), ma con il nome di Natasha Nikochevski, una ragazza di Kiev con spiccate doti da cecchino.

## Personaggi
Le caratteristiche dei Commando sono rimaste sostanzialmente invariate dal precedente capitolo, di seguito sono riportate solo le eventuali modifiche apportate da questo titolo:
- Berretto Verde: Jack O'Hara, "Butcher": Può stordire e ammanettare i soldati nemici.
- Cecchino: Sir Francis T. Woolridge, "Duke"
- Marine: James Blackwood, "Fins"
- Geniere: Thomas Hancock, "Fireman"
- Pilota: Samuel Brooklyn, "Driver": Può stordire i nemici utilizzando una clava, inoltre il suo armamentario ora comprende un fucile d'ordinanza ed un fucile mitragliatore.
- Spia: Rene Duchamp, "Frenchy": Può stordire i nemici utilizzando l'etere ed è in grado di ammanettarli, in più è capace di rubare la divisa di un soldato ammanettato e usufruire di tutto il suo equipaggiamento. Nonostante il travestimento, la Spia viene comunque riconosciuta dai militari che possiedono un grado più elevato dell'uniforme indossata. i gradi sono divisi in tre livelli, dal più basso al più alto: Soldato semplice, Sergente e Generale. Nel gioco è presente un grado superiore a quello di Generale, ossia quello di Ufficiale Gestapo, ma compare solo nell'ottava ed ultima missione, in cui la Spia non è presente. Tale divisa risulta quindi impossibile da ottenere.
- Contatto della Resistenza olandese: Natasha Van der Zand, "Lips": Può distrarre i soldati nemici mediante il rossetto, possiede anche una pistola d'ordinanza. I suoi abiti sono considerati alla stregua dell'uniforme da Generale.